# Chézine
Pour les articles homonymes, voir Chézine (homonymie).
La Chézine est une rivière de la Loire-Atlantique, en France, qui se jette dans la Loire à Nantes.

## Géographie
La Chézine prend sa source sur la commune de Saint-Étienne-de-Montluc. Elle traverse ensuite les communes de Sautron, de Couëron, de Saint-Herblain, puis de Nantes.
Sur le territoire de la ville de Nantes, la rivière marque la limite administrative entre les quartiers de Breil - Barberie sur la rive gauche et de Dervallières - Zola, sur sa rive droite, ceci jusqu'au pont Jules-César, après quoi, elle pénètre dans le Parc de Procé et marque la frontière entre les quartiers de Dervallières - Zola (rive droite) et de Hauts-Pavés - Saint-Félix (rive gauche) tant que le cours d'eau est à l'air libre.
Les derniers kilomètres nantais de la Chézine sont souterrains à partir de l'arrière des immeubles situées à l'angle des rues de Gigant et Marie-Anne-du-Boccage, la rivière étant recouverte jusqu'à son point de confluence avec la Loire, qui se situe sur le quai de la Fosse à hauteur de la place René-Bouhier.
La rivière parcourt ou traverse approximativement, dans sa partie souterraine, les voies suivantes :
- rue de Gigant ;
- rue Alfred-Riom ;
- rue Lamoricière ;
- place Beaumanoir ;
- rue Évariste-Luminais ;
- rue Villars ;
- rue Maréchal-de-Gassion ;
- rue de Bayard ;
- rue Dobrée ;
- place René-Bouhier ;
- rue Mathurin-Brissonneau ;
- quai de la Fosse.

La Chézine est l'une des dernières rivières à se jeter dans la Loire avant l'embouchure de celle-ci.

## Espaces verts
Depuis Nantes, d'aval en amont, la Chézine parcourt des espaces verts, parmi lesquels :
- le parc de Procé ;
- le parc de la Chézine ;
- le parc de la Gournerie à Saint-Herblain.

Au-delà, le cours d'eau traverse une forêt urbaine de 480 hectares que Nantes Métropole a aménagé depuis 2006, aux confins des communes de Saint-Herblain, Couëron et Sautron.

## Culture et Tourisme

### Littérature
Julien Gracq évoque le cours d'eau, dans La forme d'une ville : « la Chézine, qui coule du nord-ouest vers le cœur de Nantes, y fait pénétrer avec elle le long de son lit une traînée verte et humide qui disjoint la mosaïque des pâtés de maisons et se prolonge, à peine morcelée, jusqu'à la rue de Gigant, où son cours, à moins d'un kilomètre de la Loire, devient souterrain... »

## Galerie

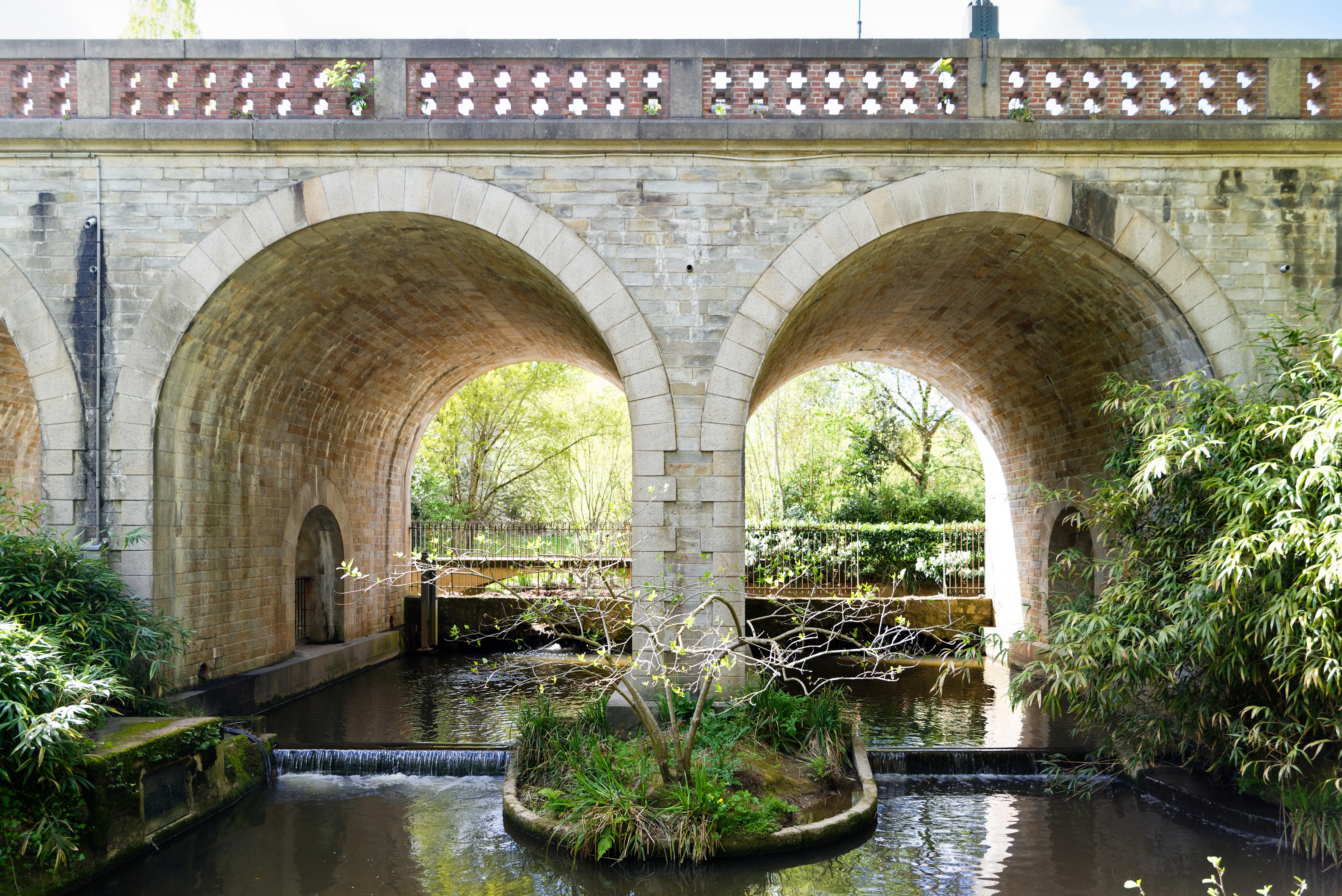
Nantes, pont Jules-César, franchissement de la Chézine, vue du Parc de Procé.
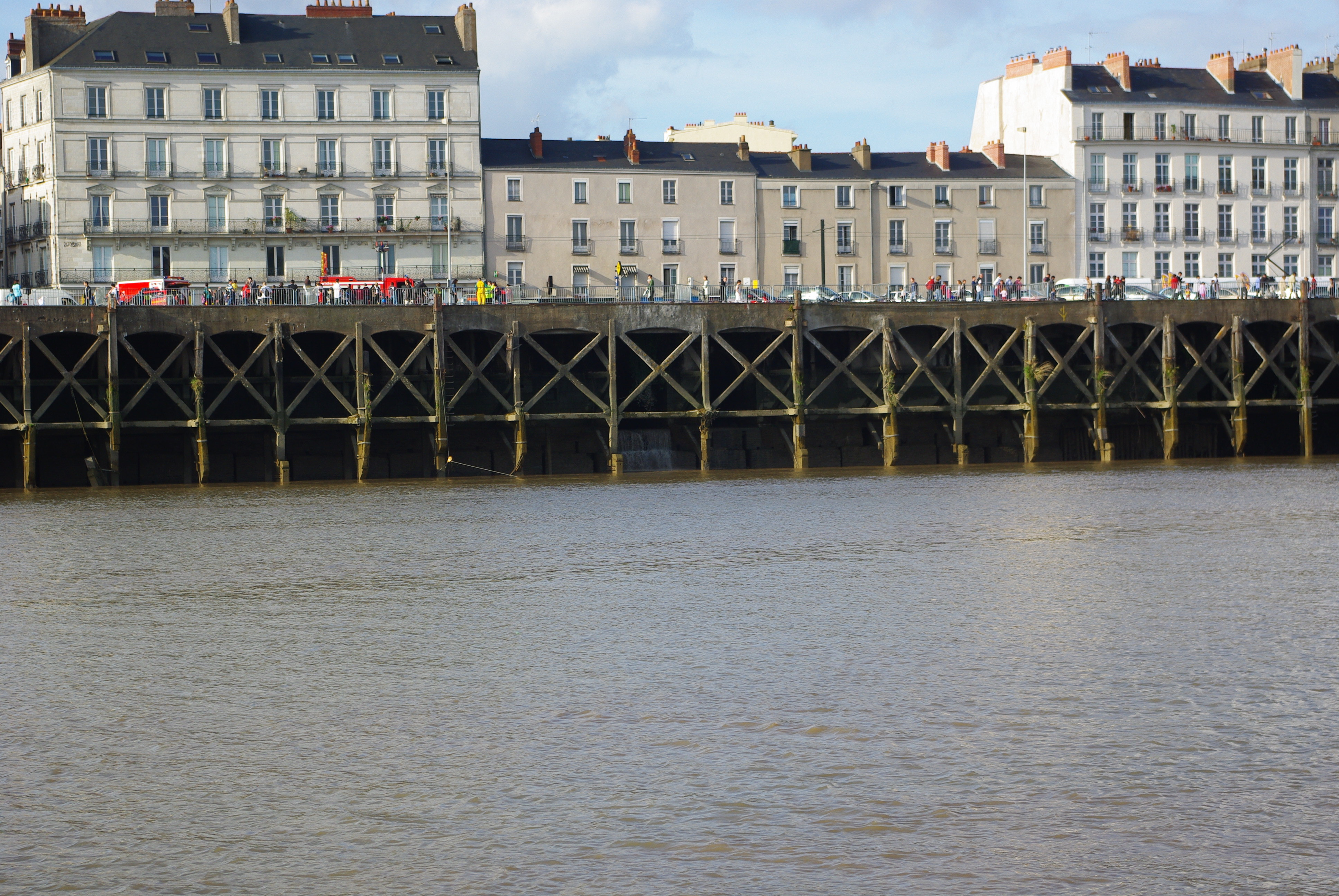
La Chézine se jette dans la Loire sous le quai de la Fosse à Nantes.
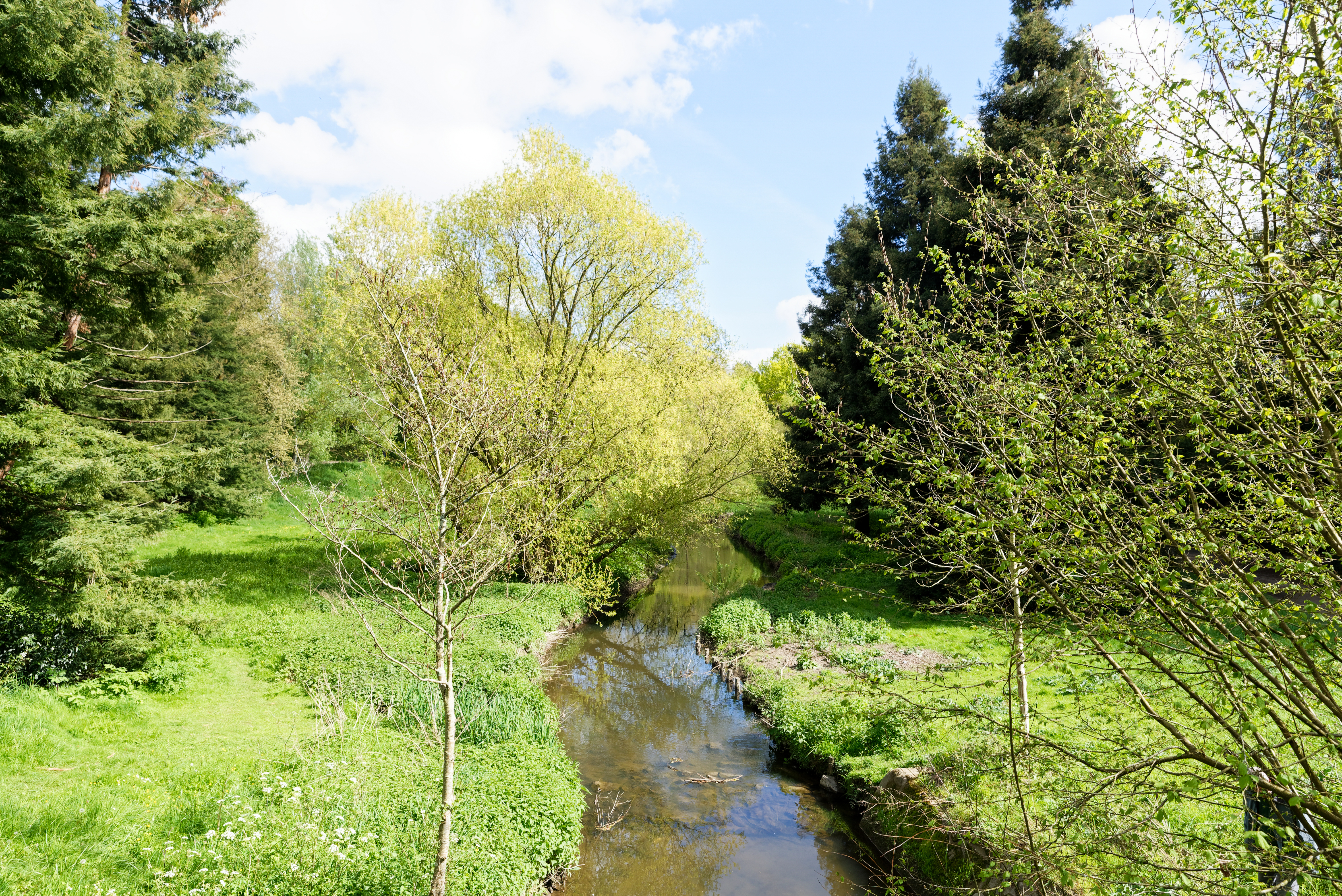
La Chézine avant son passage dans le parc de Procé.